# آلن برمنگام
آلن برمنگام (انگلیسی: Alan Bermingham؛ زادهٔ ۱۱ سپتامبر ۱۹۴۴) بازیکن فوتبال اهل بریتانیا است.
از باشگاه‌هایی که در آن بازی کرده‌است می‌توان به باشگاه فوتبال ورکسام اشاره کرد.